# Mike Thackwell
 Michael "Mike" Thackwell  va ser un pilot de curses automobilístiques neozelandès que va arribar a disputar curses de Fórmula 1.
Va néixer el 30 de març del 1961 a Auckland, Nova Zelanda.

## A la F1
Mike Thackwell va debutar a l'onzena cursa de la temporada 1980 (la 31a temporada de la història) del campionat del món de la Fórmula 1, disputant el 31 d'agost del 1980 el G.P. dels Països Baixos al circuit de Zandvoort.
Amb 19 anys i 182 dies és encara el pilot més jove en prendre part d'una cursa del mundial de Fórmula 1.
Va participar en un total de cinc curses puntuables pel campionat de la F1, disputades en dues temporades diferents (1980 i 1984), no aconseguint finalitzar cap cursa i no assolí cap punt pel campionat del món de pilots.

## Resultats a la Fórmula 1
| Any  | Equip                         | Xassís  | Motor    | 1   | 2   | 3   | 4     | 5   | 6   | 7       | 8     | 9   | 10  | 11      | 12  | 13      | 14      | 15  | 16  | Posició | Punts |
| ---- | ----------------------------- | ------- | -------- | --- | --- | --- | ----- | --- | --- | ------- | ----- | --- | --- | ------- | --- | ------- | ------- | --- | --- | ------- | ----- |
| 1980 | Warsteiner Arrows Racing Team | Arrows  | Cosworth | ARG | BRA | SUD | O.USA | BEL | MON | FRA     | GBR   | ALE | AUT | HOL NVQ | ITA |         |         |     |     | -       | 0     |
| 1980 | Candy Tyrrell Team            | Tyrrell | Cosworth |     |     |     |       |     |     |         |       |     |     |         |     | CAN Ret | USA NVQ |     |     | -       | 0     |
| 1984 | Skoal Bandit F1 Team          | RAM     | Hart     | BRA | SUD | BEL | SMR   | FRA | MON | CAN Ret | E.USA | USA | GBR |         |     |         |         |     |     | -       | 0     |
| 1984 | Tyrrell Racing Organisation   | Tyrrell | Cosworth |     |     |     |       |     |     |         |       |     |     | ALE NVQ | AUT | HOL     | ITA     | EUR | POR | -       | 0     |

### Resum
| Curses: | Victòries: | Pòdiums: | Poles: | Voltes ràpides: | Punts: |
| ------- | ---------- | -------- | ------ | --------------- | ------ |
| 5 (2)   | 0          | 0        | 0      | 0               | 0      |